# مجموعه تاریخی شهر زواره

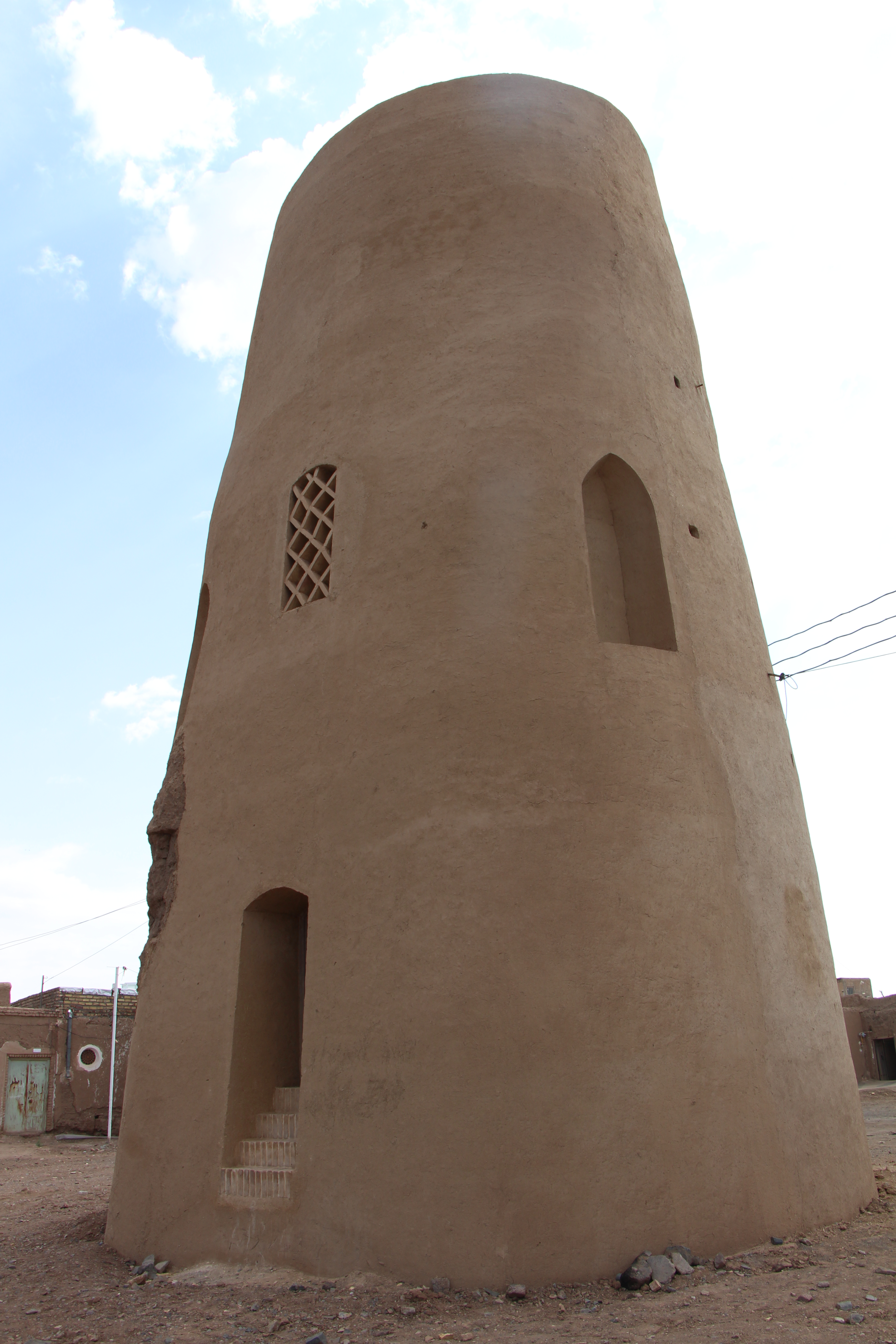
بنای تاریخی در شهر زواره

مجموعه تاریخی شهر زواره مربوط به دوران‌های تاریخی پس از اسلام است و در شهرستان اردستان، بخش زواره، مرکز دهستان ریگستان واقع شده و این اثر در تاریخ ۷ مهر ۱۳۸۱ با شمارهٔ ثبت ۶۱۴۴ به‌عنوان یکی از آثار ملی ایران به ثبت رسیده است.